# Schnellfeuergeschütz
Als Schnellfeuergeschütz (auch Schnellladekanone) wurde um 1900 ein Geschütz bezeichnet, das mehrere Schuss pro Minute abgeben konnte.

## Beschreibung
Bis zum Ende des 19. Jahrhunderts kompensierten die Geschütze den beim Abschuss entstehenden Rückstoß, indem sie mit der Lafette zurückrollten, bzw. im Falle von leichten Geschützen zurücksprangen. Das Rohr musste nach dem Schuss ausgewischt, mit Geschoss und Treibladung geladen, der Verschluss geschlossen und das Geschütz wieder auf das Ziel ausgerichtet werden. Man sprach deshalb von Lafettenrücklaufgeschützen. Alle Versuche, den Rücklauf zu begrenzen, brachten unbefriedigende Ergebnisse.
1888 hatte Konrad Haußner, ein Ingenieur bei Krupp, in einer Denkschrift eine Vorrichtung vorgeschlagen, die das Geschützrohr unabhängig von der Lafette in einer Führung zurücklaufen ließ, wobei ein kombiniertes System von Hydraulikzylinder und Feder den Rückstoß zunächst nur reduzierte (kurzer Rohrrücklauf) und später ganz auffing (langer Rohrrücklauf). Andere Systeme arbeiteten mit Luftdruckvorholern. Haußners Prinzip wurde jedoch abgelehnt, worauf er Krupp verließ und 1891 in die Magdeburger Grusonwerk AG Buckau eintrat, wo bis 1893 einige Prototypen gebaut wurden. Nach der Übernahme des Grusonwerkes durch die Friedrich Krupp AG im selben Jahr wurde das Projekt eingestellt.

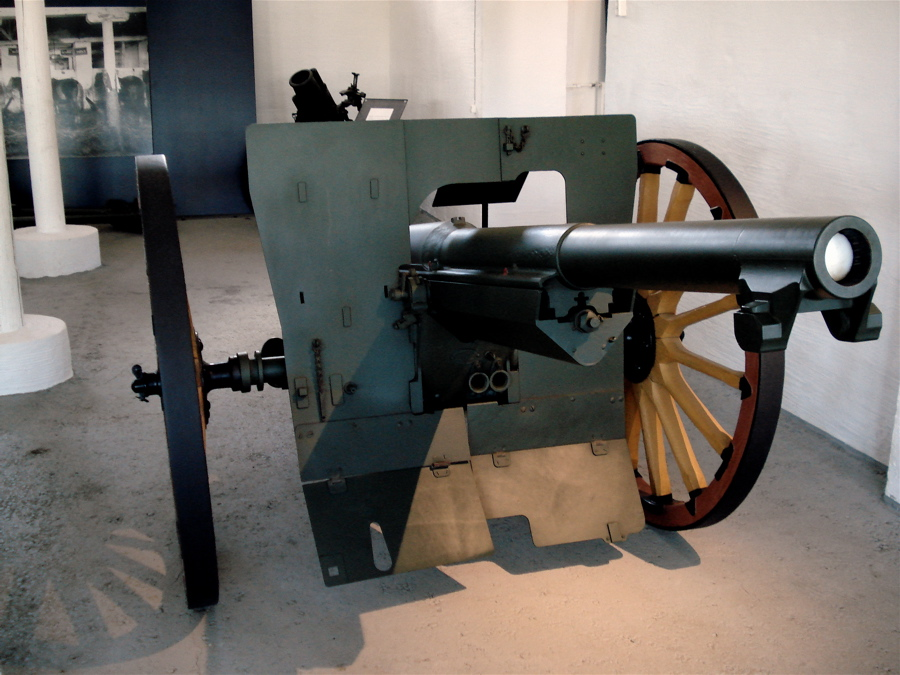
Die französische 75-mm-Feldkanone Modell 1897 war das erste Schnellfeuergeschütz, das bei Landstreitkräften eingeführt wurde

Haußner nahm daraufhin 1895 mit Heinrich Ehrhardt Kontakt auf, in dessen Firma Rheinmetall er dann das erste Rohrrücklaufgeschütz entwickelte. Dieses wurde von der preußischen Artillerieprüfungskommission wiederum abgelehnt – das Deutsche Reich führte seine neue 7,7-cm-Feldkanone 96 als starres Geschütz ein. Zwei Jahre später (1897) führte Frankreich die von einigen Artillerieoffizieren konstruierte 75-mm-Feldkanone ein. Da die Lafette beim Schuss völlig ruhig stand, konnten nun, ohne das Geschütz neu richten zu müssen, bis zu 15 Schuss pro Minute abgefeuert werden – das Schnellfeuergeschütz war geboren, da die anderen oben erwähnten Gründe für die langsame Feuerrate ebenfalls beseitigt wurden:
- Patronenmunition: Geschoss und Treibladung wurden gemeinsam in einer Messinghülse untergebracht. Glimmende Reste im Rohr waren jetzt ungefährlich und der Ladeprozess wurde beschleunigt. Zudem dichtete die Hülse beim Schuss durch Ausdehnung die Kammer gegen Gasaustritte durch den Verschluss ab.
- Schnellfeuerverschlüsse ermöglichten das Auswerfen der leeren Hülse sowie das Schließen und Verriegeln des Verschlusses mit einem Handgriff.
- Ein Sporn am Ende der Lafette sorgte in Verbindung mit dem Rohrrücklauf für einen festen Stand. Dies erlaubte der Mannschaft, beim Geschütz zu bleiben, wo sie hinter dem Schutzschild gegen feindliches Feuer geschützt war.
- Die Einführung des rauchschwachen Kordits verhinderte den auf weite Distanz sichtbaren Pulverdampf.

Alle Militärmächte führten innerhalb weniger Jahre Rohrrücklaufgeschütze ein. Das Deutsche Reich musste seine fast neuen Feldkanonen sämtlich zu Feldkanonen 96 neuer Art umbauen und mit neuen Lafetten ausstatten. Das Schnellfeuergeschütz wurde zur beherrschenden Waffe des Ersten Weltkrieges.

## Halbautomatisches Geschütz
Ein Halbautomatisches Geschütz ist in der Regel ein Schnellfeuergeschütz mit einem Keilverschluss, das nach dem Abschuss die Hülse auswirft und mit offenem Verschluss wieder ladebereit ist.

## Marine

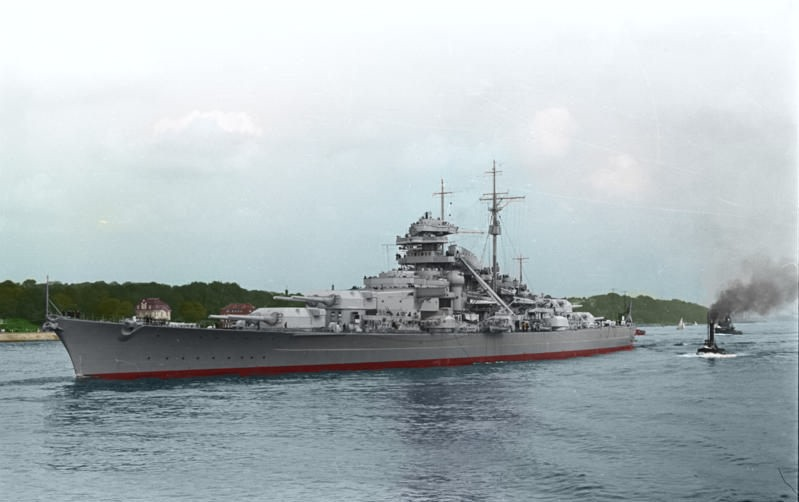
Schlachtschiff Bismarck mit 38-cm-SK C/34 Geschützen.

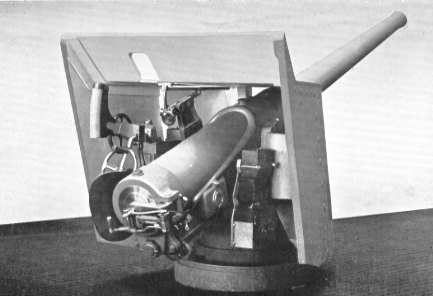
Britisches QF-4,7-Zoll-Schiffsgeschütz, eines der ersten Schnellfeuergeschütze überhaupt

Die Entwicklung der Schnellfeuergeschütze revolutionierte auch die Bewaffnung der Kriegsschiffe um 1900. Bei einem Schiff war die Feuergeschwindigkeit genauso wichtig wie die Zahl der Geschütze, die durch die Größe der Schiffe begrenzt war. Näherten sich Schiffe aneinander, war es wichtig, beim Erreichen der Einsatzreichweite einen möglichst großen Geschosshagel zu erzeugen.
Zunächst wurde die Mittelartillerie der Schiffe (bis 17 cm Kaliber) durch Schnellfeuergeschütze ersetzt. Mit dem Auftreten der Dreadnoughts zu Beginn des 20. Jahrhunderts wurden auch die schweren Geschütze nach dem Schnellfeuerprinzip ausgeführt.
Speziell in der deutschen Marine wurden diese Schnellfeuergeschütze – die auf Kriegsschiffen ausschließlich Kanonen waren – jedoch ausdrücklich als Schnelladekanonen (Abkürzung: SK) bezeichnet.